# Roger Paul Morin
Roger Paul Morin (Lowell , 7 de março de 1941- 31 de outubro de 2019) foi um ministro americano e bispo católico romano de Biloxi.
Roger Paul Morin foi ordenado sacerdote em 15 de abril de 1971.
Em 11 de fevereiro de 2003, o Papa João Paulo II o nomeou Bispo Auxiliar de Nova Orleans e Bispo Titular de Aulona. O arcebispo de Nova Orleans, Alfred Clifton Hughes, consagrou-o bispo em 22 de abril do mesmo ano; Os co-consagradores foram os Arcebispos Eméritos de Nova Orleans, Philip Hannan e Francis Schulte. Seu lema era Walk Humbly and Act Justy.
Em 2 de março de 2009 foi por Bento XVI nomeado Bispo de Biloxi com posse em 27 de abril do mesmo ano.
O Papa Francisco aceitou sua aposentadoria em 16 de dezembro de 2016.
Morin morreu no outono de 2019 aos 78 anos enquanto viajava para casa em um voo de Boston para Atlanta, tendo anteriormente visitado a família em Massachusetts.